# Sturmia pallidipalpis
Sturmia pallidipalpis är en tvåvingeart som först beskrevs av Macquart 1854.  Sturmia pallidipalpis ingår i släktet Sturmia och familjen parasitflugor.
Artens utbredningsområde är Belgien. Inga underarter finns listade i Catalogue of Life.